# Gaston Dubois
Pour les articles homonymes, voir Dubois (patronyme).
Pas d'image ? Cliquez ici

a Compétitions nationales et continentales officielles uniquement.

Gaston Dubois, né le 25 mai 1930 à Boucau, est un joueur français de rugby à XV qui évolue au poste de troisième ligne aile.

## Biographie
Originaire de Boucau où il est né le 25 mai 1930, Gaston Dubois se révèle au sein des équipes juniors de l'US Dax sous la direction de Roger Ducournau. Il y remporte la Coupe Frantz-Reichel, synonyme de titre de champion de France junior, en 1949 puis en 1950, inscrivant respectivement deux puis un essai lors de chacune des finales.
Il intègre l'équipe première pour la première fois en 1949, alors qu'il évolue toujours sous statut junior. Il participe à la première finale disputée par l'US Dax en 1956, avant de remporter le Challenge Yves du Manoir à deux reprises en 1957, et 1959. En dehors des terrains, il exerce le métier de professeur d'éducation physique.
Lors de la saison 1961, il est classé comme meilleur marqueur d'essai du championnat avec 15 réalisations, dont 5 lors d'un match contre le RC Narbonne. Alors que le club se hisse en finale cette même saison, Dubois se fait une entorse à la cheville quelques jours après la demi-finale ; il tient néanmoins sa place pour l'ultime rencontre.
Après avoir participé à une troisième finale en 1963, où les rouge et blanc s'inclinent à nouveau, il choisit de quitter le club en raison de son âge avancé. Durant sa carrière à Dax, il est sélectionné à trois reprises en équipe de France « B ». Alors qu'il avait prévu de quitter l'US Dax, cette défaite en finale lui fait repousser l'échéance d'une saison supplémentaire.
Il rejoint ensuite les voisins du Peyrehorade sports, d'abord en tant que joueur-entraîneur, avant de rester sur le banc des encadrants. En 1965, il fait partie du groupe peyrehoradais ayant remporté le Challenge de l'Essor,. Il est ensuite à l'origine de la création de l'école de rugby de Peyrehorade en 1967.
Ses fils Jean-Frédéric, Philippe et Pierre font également carrière en tant que joueur de rugby, formés à Peyrehorade comme leur paternel ; Jean-Frédéric et Pierre évolueront également sous les couleurs dacquoises,.
Gaston occupe plus tard le poste de président du Peyrehorade sports de 1968 à 1988 puis de 1990 à 1996, notamment lors du titre de champion de France de Fédérale 2 en 1994, alors que ses fils Jean-Frédéric et Pierre font partie de l'effectif. En 1987, il publie un ouvrage sur l'histoire du club peyrehoradais.
Son nom est donné à la coupe Gaston-Dubois, compétition sportive opposant les sections rugby des collèges landais sur une journée.

## Palmarès
- Coupe Frantz-Reichel :
  - Champion (2) : 1949 et 1950 avec l'US Dax.
- Championnat de France :
  - Vice-champion (3) : 1956, 1961 et 1963 avec l'US Dax.
- Challenge Yves du Manoir :
  - Vainqueur (2) : 1957 et 1959 avec l'US Dax.
- Challenge de l'Essor :
  - Vainqueur (1) : 1965 avec le Peyrehorade sports.

## Publications
- Histoire et histoires du Peyrehorade Sports, Peyrehorade, 1987, 326 p. (BNF 35090778)